# القابل (المشكي)

تعديل مصدري - تعديل

القابل محلة تابعة لقرية حبيل عدانة، التابعة لعزلة المشكي بمديرية بعدان إحدى مديريات محافظة إب في الجمهورية اليمنية، بلغ تعداد سكانها 183 حسب تعداد اليمن لعام 2004.